# Buddy DeFranco
Boniface Ferdinand Leonard DeFranco, detto Buddy (Camden, 17 febbraio 1923 – Panama City (Florida), 24 dicembre 2014), è stato un clarinettista, compositore e direttore d'orchestra statunitense.

## Biografia
Di origini Italiane, nonno pugliese, presumibilmente "Di Franco", e nonna calabrese, è stato tra i primissimi ad adattare l'uso del clarinetto al linguaggio del be-bop. Iniziò a suonare il clarinetto nel 1935 a soli 12 anni per aiutare il padre cieco a mantenere la famiglia molto povera che viveva nel sud di Philadelphia. A 16 anni era già un musicista che viaggiava per tutti gli Stati Uniti con varie band. La sua carriera si sviluppò in quella che è considerata l'epoca d'oro del jazz swing e delle big band, che vedevano spesso come leader i clarinettisti Artie Shaw, Benny Goodman e Woody Herman. In seguito fu il primo a dedicarsi col suo strumento al bebop e alla musica di Charlie Parker, divenendo con Tony Scott uno dei pochi clarinettisti in quel genere della storia del jazz. Fu anche il primo ad usare il clarinetto basso nel jazz con straordinari risultati.
Tra le sue collaborazioni più importanti si ricordano quelle con Count Basie, Sonny Clark, Tal Farlow. Dal 1966 al 1974 fu leader della Glenn Miller Orchestra. Ha anche suonato con George Shearing, Gene Krupa, Charlie Barnet, Art Tatum, Oscar Peterson Terry Gibbs Art Blakey Tommy Gumina e molti altri, realizzando numerosi album come leader. Gli è stata dedicata una bellissima biografia contenuta nel libro: A Life In The Golden Age of Jazz. Si cimenta come organizzatore del Festival Jazz per giovani talenti Buddy De Franco Jazz Fest e nel 1996 come didatta ed insegnante dando alle stampe il suo metodo Hand in Hand with Hanon per l'apprendimento del clarinetto jazz.
Insieme all'amico Tony Scott è considerato il più grande clarinettista jazz di tutti i tempi.

## Discografia
(da en.wiki)
- Mr. Clarinet (The Buddy DeFranco Quartet) con Art Blakey, Milt Hinton, Kenny Drew, 1953
- Cooking the Blues con Sonny Clark, Tal Farlow, Gene Wright, Bobby White, 1954
- Sweet and Lovely con Sonny Clark, Tal Farlow, Gene Wright, Bobby White, 1954
- Generalissimo con Harry "Sweets" Edison, Bob Hardaway, Jimmy Rowles, Barney Kessel, Curtis Counce, Alvin Stoller, 1958
- Live Date! con Herbie Mann, Bob Hardaway, Victor Feldman, Pete Jolly, Barney Kessel, Scott LaFaro, Frank DeVito, 1958
- Blues Bag con Victor Feldman, Curtis Fuller, Lee Morgan, Art Blakey, Freddie Hill, Victor Sproles, 1964
- Free Fall con Victor Feldman, John Chiodini, Joe Cocuzzo, Victor Sproles, 1974
- Like Someone in Love con Tal Farlow, Derek Smith, George Duvivier, Ronnie Bedford, 1977
- Jazz Party: First Time Together con Terry Gibbs, Palo Alto Records, 1981
- Hark with Joe Pass, Oscar Peterson, Martin Drew, Niels-Henning Ørsted Pedersen, 1985
- Holiday for Swing con John Campbell, Terry Gibbs, Todd Coolman, Gerry Gibbs, 1988
- Born to Swing! con Al Grey, Lin Biviano, Dave Cooper, Denis DiBlasio, Donald Downs, Pete Jackson, Larry McKenna, George Rabbai, Joe Sudler, Tony Desantis, Dom Fiori, Wendell Hobbs, Tony Vigilante, Zeigenfus, Brian Pastor, John Simon, 1988
- Chip off the Old Bop con Jimmy Cobb, Keter Betts, Joe Cohn, Larry Novak, 1992
- Buenos Aires Concerts Live album con Jorge Lopez Ruiz, Ricardo Lew, Jorge Navarro, 1995
- Mr. Lucky, Live album con Albert Dailey, George Duvivier, Ronnie Bedford, Joe Cohn, 1981/1997
- Buddy DeFranco & Oscar Peterson Play George Gershwin con Herb Ellis, Oscar Peterson, Marty Berman, Ray Brown, Nick Dimaio, Jack Dumont, David Frisina, Louis Kievman, Dan Lube, Rickey Marino, Murray McEachern, Dick Noel, Richard Perissi, Mischa Russell, Marshall Sosson, Bobby White, Kurt Reher, Eudice Shapiro, Sam Caplan, Julie Jacobs, Henry Hill, 1998
- Gone con the Wind with Todd Coolman, Jerry Coleman, 1999
- Do Nothing Till You Hear from Us con Dave McKenna, Joe Cohn, 1999
- Cookin' the Books con Butch Miles, John Pizzarelli, Martin Pizzarelli, Raymond Louis Kennedy, 2004
- Wailers   Harry "Sweets" Edison, Barney Kessel, Jimmy Rowles, 2006